# Partido Socialdemócrata (República Centroafricana)
Partido Socialdemócrata Centroafricano (PSD; en francés: Parti social-démocrate centrafricaine) es un partido político existente en la República Centroafricana.
Liderado por Enoch Derant-Lakoué, quien fuera candidato a las elecciones presidenciales de 1993 y 1999, logrando en la primera oportunidad un 2,44% de los votos, mientras que en su reintento llegó al 1,33%.
En los comicios legislativos de 1993 lograron 3 escaños, los que duplicaron en los de 1998, como parte de la coalición Unión de Fuerzas por la Paz (UFAP), que obtuvieron mayoría por 1 escaño en el Parlamento. En las elecciones para una nueva Asamblea Nacional en 2005 obtuvieron 4 de los 105 escaños.